# Cryptocloeus spatulicerca
Cryptocloeus spatulicerca är en insektsart som beskrevs av Marius Descamps 1980. Cryptocloeus spatulicerca ingår i släktet Cryptocloeus och familjen gräshoppor. Inga underarter finns listade i Catalogue of Life.